# Guadalupe Plata
Guadalupe Plata és un grup espanyol de blues-rock sorgit a Úbeda, Jaén que fusiona el blues amb el rock, jazz, psicodèlia i flamenc. Titula els seus discos amb el mateix nomb del grup.

## Discografia
- Guadalupe Plata (2011) Folc Records/Sociedad Fonográfica Subterránea
- Guadalupe Plata (2013) Everlasting/Popstock!
- Guadalupe Plata (2015) Everlasting Records
- Guadalupe Plata (2017) Everlasting Records